# 落合村 (岡山県)
落合村（おちあい そん / むら）は、岡山県川上郡にあった村。現在の高梁市の一部にあたる。

## 地理
高梁川の中流右岸に位置していた。

## 歴史
- 1889年（明治22年）6月1日、町村制の施行により、川上郡阿部村、原田村、福地村、近似村（一部、字大瀬八長以外）が合併して村制施行し、落合村が発足[1][2]。旧村名を継承した阿部、原田、福地、近似の4大字を編成[2]。
- 1893年（明治26年）暴風雨による洪水で大きな被害を受けた[2]。
- 1934年（昭和9年）室戸台風により大きな被害を受けた[2]。
- 1954年（昭和29年）5月1日、川上郡玉川村・宇治村・松原村・高倉村、上房郡高梁町・津川村・川面村・巨瀬村と合併し、市制施行し高梁市を新設して廃止された[1][2]。合併後は、高梁市落合町阿部・落合町原田・落合町福地・落合町近似となる[2]。

### 地名の由来
高梁川と成羽川が合流する地にあることから。

## 産業
- 農業[2]

## 教育
- 1894年（明治27年）落合小学校（現高梁市立落合小学校）開設[2]。1949年（昭和24年）福地分校が独立して福地小学校（現高梁市立福地小学校）となる[2]。
- 1947年（昭和22年）落合中学校開校[2]。